# Occitanobisium coiffaiti
Occitanobisium coiffaiti är en spindeldjursart som beskrevs av Jacqueline Heurtault 1978. Occitanobisium coiffaiti ingår i släktet Occitanobisium och familjen helplåtklokrypare. Inga underarter finns listade i Catalogue of Life.